# Броднице
Бродниці (словен. Brodnice) — поселення в общині Лашко, Савинський регіон, Словенія. Висота над рівнем моря: 296,6 м. 